# Michielina della Pietà
Michielina della Pietà, també coneguda com a Michaelis o Michieletta (fl. ca. 1700 – 1744), fou una compositora, violinista, organista i professora de música italiana.

## Biografia
Va ser una nena expòsita admesa i educada a l'Ospedale della Pietà de Venècia. Va rebre una completa formació musical des de la infància en el cor, de fet escola de música, lligat al convent. Arribà a ser el seu organista principal, a més de participar activament en l'orquestra com a violinista. La seva tasca compositiva es va allargar durant les èpoques a les quals l'escola de música fou dirigida per Francesco Gasparini, Giovanni Porta, Gennaro D'Alessandro, Nicola Porpora i Andrea Bernasconi. Va comptar a partir del 1726 també amb la necessària autorització per a impartir classes de música.
Juntament amb Agata della Pietà i Santa della Pietà, Michielina va ser una de les tres nenes expòsites residents a l'Ospedale que van arribar a ser compositores.

## Obra
És coneguda per haver compost una lletania per la Festa de la Nativitat (Nadal) en 1740 i un arranjament de l'himne Pange lingua en 1741. No se sap res més sobre la seva activitat o sobre la seva vida.